# Слабтаун (Пенсільванія)
Слабтаун (англ. Slabtown) — переписна місцевість (CDP) в США, в окрузі Колумбія штату Пенсільванія. Населення — 145 осіб (2020).

## Географія
Слабтаун розташований за координатами 40°54′11″ пн. ш. 76°24′7″ зх. д. / 40.90306° пн. ш. 76.40194° зх. д. (40.903066, -76.401922).  За даними Бюро перепису населення США в 2010 році переписна місцевість мала площу 1,27 км², з яких 1,23 км² — суходіл та 0,04 км² — водойми.

## Демографія
Згідно з переписом 2010 року, у переписній місцевості мешкало 156 осіб у 66 домогосподарствах у складі 44 родин. Густота населення становила 123 особи/км².  Було 111 помешкання (87/км²).
Расовий склад населення:
| - 100,0 % — білих |

До двох чи більше рас належало 0,0 %. Частка іспаномовних становила 0,0 % від усіх жителів.
За віковим діапазоном населення розподілялося таким чином: 22,4 % — особи молодші 18 років, 58,4 % — особи у віці 18—64 років, 19,2 % — особи у віці 65 років та старші. Медіана віку мешканця становила 41,0 року. На 100 осіб жіночої статі у переписній місцевості припадало 97,5 чоловіків;  на 100 жінок у віці від 18 років та старших — 92,1 чоловіків також старших 18 років.
Середній дохід на одне домашнє господарство  становив 54 667 доларів США (медіана — 35 417), а середній дохід на одну сім'ю — 52 547 доларів (медіана — 35 833). Медіана доходів становила 41 250 доларів для чоловіків та 31 250 доларів для жінок. За межею бідності перебувало 11,3 % осіб, у тому числі 46,2 % дітей у віці до 18 років та 0,0 % осіб у віці 65 років та старших.
Цивільне працевлаштоване населення становило 53 особи. Основні галузі зайнятості: освіта, охорона здоров'я та соціальна допомога — 32,1 %, виробництво — 22,6 %, науковці, спеціалісти, менеджери — 13,2 %, роздрібна торгівля — 11,3 %.